# IC 1489
IC 1489 је спирална галаксија у сазвјежђу Водолија која се налази на листи објеката дубоког неба у Индекс каталогу.
Деклинација објекта је - 12° 30' 59" а ректасцензија 23h 26m 32,1s. Привидна величина (магнитуда) објекта IC 1489 износи 14,2 а фотографска магнитуда 15,0. IC 1489 је још познат и под ознакама MCG -2-59-16, IRAS 23239-1247, PGC 71443.